# マウルヴィ・ナジル
マウルヴィ・ナジル（1975年 - 2013年1月2日）は、パキスタン・ターリバーン運動の指導者の1人。パキスタンとアフガニスタンの二重国籍を有する。

## 経歴
パキスタンとアフガニスタン両国に居住するカカヘル（Kakakhel）部族、アフメドザイ・ワジル（Ahmedzai Wazir）氏族に属する。
ターリバーン運動結成以前、ナジルは、パキスタン軍統合情報局（ISI）の支援を受けていたグルブッディーン・ヘクマティヤールのアフガニスタン・イスラム党と協力していた。その後、ターリバーンに加わる。
2006年、北ワジリスタンにシャリーアの法体系を導入。この間、同地域に居ついたタヒル・ユルダシェフ率いるウズベキスタン・イスラム運動と対立した。ウズベキスタン・イスラム運動を追い出した後、ナジルは、外国人から地域を解放したと記者会見を開いた。この後、ナジルは、地域の発展のために投資し、移動体通信を確立するようパキスタン当局に訴えた。パキスタンの報道によれば、ナジルは3千人の戦闘員を有しているという。
2009年2月、伝統的な敵対関係を克服して、バイトゥッラー・マフスードと同盟を結び、NATO軍に敵対する統合ムジャーヒディーン評議会に加わった。同評議会は、ムハンマド・オマル師とウサマ・ビン・ラディンへの忠誠を宣言した。
2013年1月2日、アメリカ軍の無人航空機の爆撃により、南ワズィーリスターンの中心都市ワナ近郊のアングールアダ（en:Angoor Ada）で死去。37歳または38歳没。